# Uljana Jurjewna Wassiljewa
Uljana Jurjewna Wassiljewa (russisch Улья́на Ю́рьевна Васи́льева, englisch Uliana Vasilyeva, * 31. Juli 1995 in Sankt Petersburg) ist eine russische Curlerin. Derzeit spielt sie im russischen Nationalteam um Skip Alina Kowaljowa.

## Karriere
Wassiljewa spielte erstmals international bei der Juniorenweltmeisterschaft 2014 als Second im Team von Alina Kowaljowa. Im Spiel um Platz 3 besiegte die russische Mannschaft die Schwedinnen um Isabella Wranå und gewann die Bronzemedaille. Im darauffolgenden Jahr war sie als Fourth im Team von Jewgenija Demkina dabei; die Mannschaft wurde Siebter. Dieses Ergebnis wiederholte sie 2016.
Bei der Mixed-Weltmeisterschaft 2015 führte sie das russische Team als Skip und wurde Vierte.
Bei der Europameisterschaft 2016 spielte sie als Third im Team von Wiktorija Moissejewa. Die Mannschaft gewann die Goldmedaille durch einen Sieg gegen das schwedische Team von Skip Anna Hasselborg. Nach der Round Robin war das russische Team nur Vierter gewesen, konnte aber im Halbfinale die schottische Mannschaft von Eve Muirhead besiegen und so in das Finale einziehen.
Im Dezember 2017 gewann sie mit dem Team Moissejewa das Ausscheidungsturnier für die Teilnahme an den Olympischen Winterspielen 2018 gegen das Team von Anna Sidorowa mit 4:1 Spielen und trat unter der Fahne der Olympic Athletes from Russia in Pyeongchang an. Zusammen mit ihren Teamkolleginnen belegte sie nach zwei Siegen und sieben Niederlagen in der Round Robin den neunten Platz. Seit dem Rücktritt von Moissejewa vom aktiven Curling-Sport spielt Wassiljewa im Team von Alina Kowaljowa, mit der sie bei der Europameisterschaft 2018 auf den vierten Platz kam.